# Gouverneurs de la Tripolitaine italienne
Les gouverneurs de la Tripolitaine italienne de 1911 (début de la guerre italo-turque entre l'Italie et l'Empire ottoman, suivie de la ratification du traité de Lausanne en 1923) à 1934 (confluence avec la Libye italienne) ont été les suivants.

## Liste
Liste complète des gouverneurs coloniaux de la Tripolitaine italienne :
| No.                                      | Gouverneur            | Gouverneur                              | Mandat                | Mandat                | Mandat                |
| No.                                      | Gouverneur            | Gouverneur                              | Début                 | Fin                   | Durée                 |
| Suzeraineté italienne                    | Suzeraineté italienne | Suzeraineté italienne                   | Suzeraineté italienne | Suzeraineté italienne | Suzeraineté italienne |
| ---------------------------------------- | --------------------- | --------------------------------------- | --------------------- | --------------------- | --------------------- |
| 1                                        |                       | Raffaele Borea Ricci D'Olmo (1857–1942) | 5 octobre 1911        | 13 octobre 1911       | 8 jours               |
| 2                                        |                       | Carlo Caneva (1845–1922)                | 13 octobre 1911       | 5 novembre 1911       | 23 jours              |
| Protectorat de la Tripolitaine italienne |                       |                                         |                       |                       |                       |
| 2                                        |                       | Carlo Caneva (1845–1922)                | 5 novembre 1911       | 2 septembre 1912      | 302 jours             |
| 3                                        |                       | Ottavio Ragni (1852–1919)               | 2 septembre 1912      | 2 juin 1913           | 273 jours             |
| 4                                        |                       | Vincenzo Garioni (1856–1929)            | 2 juin 1913           | 1er octobre 1914      | 1 an et 121 jours     |
| 5                                        |                       | Giorgio Cigliana (1857–1919)            | 2 octobre 1914        | 16 novembre 1914      | 45 jours              |
| 6                                        |                       | Luigi Druetti (1853–1919)               | 16 novembre 1914      | 5 février 1915        | 81 jours              |
| 7                                        |                       | Giulio Cesare Tassoni (1882–1925)       | 16 novembre 1914      | 15 juillet 1915       | 160 jours             |
| 8                                        |                       | Giovanni Ameglio (1854–1921)            | 15 juillet 1915       | 8 août 1918           | 3 ans et 24 jours     |
| (4)                                      |                       | Vincenzo Garioni (1856–1929)            | 8 août 1918           | 8 août 1918           | 18 jour               |
| 9                                        |                       | Vittorio Menzinger (1861–1925)          | 16 août 1919          | 6 juillet 1920        | 325 jours             |
| –                                        |                       | Ugo Niccoli (1868–?) Intérim            | 6 juillet 1920        | 31 juillet 1920       | 25 jours              |
| 10                                       |                       | Luigi Mercatelli (1853–1922)            | 1er août 1920         | 16 juillet 1921       | 349 jours             |
| –                                        |                       | Eduardo Baccari (1871–1952) Intérim     | 16 juillet 1921       | 24 août 1921          | 39 jours              |
| 11                                       |                       | Giuseppe Volpi (1877–1947)              | 24 août 1921          | 12 novembre 1922      | 1 an et 80 jours      |
| Colonie italienne de la Cyrénaïque       |                       |                                         |                       |                       |                       |
| 11                                       |                       | Giuseppe Volpi (1877–1947)              | 12 novembre 1922      | 3 juillet 1925        | 2 ans et 233 jours    |
| 12                                       |                       | Emilio De Bono (1866–1944)              | 3 juillet 1925        | 18 décembre 1928      | 3 ans et 168 jours    |
| 13                                       |                       | Pietro Badoglio (1871–1956)             | 18 décembre 1928      | 31 décembre 1933      | 5 ans et 13 jours     |

Pour la suite après l'unification, voir : Liste des gouverneurs généraux de la Libye italienne